# Ceratomyxa globulifera
Ceratomyxa globulifera is een microscopische parasiet uit de familie Ceratomyxidae. Ceratomyxa globulifera werd in 1895 beschreven door Thélohan. 